# Bell Labs
Bell Labs ili Bell Telephone Laboratories Inc. i još nekada AT&T Bell Laboratories ime za nezavisni razvojni laboratorij američke telekomunikacijske tvrtke United States Bell System. Bell Labs kao privatni laboratorij uspio je napraviti zavidne pomake na mnogim poljima, no najzapaženija područja su: računarstvo, elektrotehnika, matematika, fizika.

## Povijest
Godine 1925 osniva se Bell Telephone Laboratories Inc. kao partnerski laboratorij između tvrtke AT&T i Western Electric. Obje tvrtke imaju 50% udio u laboratoriju.
Od izuma i tehnologije razvijene u Bell Labs, navedeno je sljedeće:
- 1925. faks prijenos slike preko telefonske linije
- 1940. solarne stanice
- 1947. izumljen je tranzistor
- 1949. teleprinter
- 1969. UNIX
- 1970. programski jezik C
- 1983. programski jezik C++